# Rhyothemis mariposa
Rhyothemis mariposa är en trollsländeart som beskrevs av Friedrich Ris 1913. Rhyothemis mariposa ingår i släktet Rhyothemis och familjen segeltrollsländor. IUCN kategoriserar arten globalt som livskraftig. Inga underarter finns listade i Catalogue of Life.